# Robert Richter (Unternehmer)
Robert Richter (* 17. Mai 1899 in Nürnberg; † 18. Juni 1972 in München) war ein deutscher Kameramann, Filmproduzent, Maschinenbauingenieur und Unternehmer.

## Leben
Robert Richter war der Sohn des Kaiserlich Persischen Generalkonsuls und Großkaufmanns Emil Richter, der sich 1915 mit dem Verein Deutsche Wacht an die „Stammesgenossen“ in Amerika wandte.
Robert Richter absolvierte das Alte Realgymnasium, studierte Maschinenbau an der Technischen Hochschule München und schloss mit Diplom ab. Im Fach Volkswirtschaft promovierte er 1930 an der Universität Würzburg zum Dr. rer. pol. Im gleichen Jahr begann er die Konstruktion einer Lichttonkamera.
Richter stand in Verbindung mit den Münchner Filmpionieren Peter Ostermayr und Martin Kopp, einem Kameramann der Messter-Wochenschau. Ein weiterer Lehrmeister war der Kameramann Bartl Seyr, der vom bayerischen Kriegsministerium beauftragt war, Propagandafilme für die Kriegsanleihe herzustellen. 1917 gründete Richter zusammen mit August Arnold die Arnold & Richter Cine Technik und brachte das Unternehmen zur Weltgeltung.
Der Wildweststreifen Der schwarze Jack, im September 1918 im Mangfalltal bei München gedreht, war ein erster großer Erfolg. In Eigenproduktion entstanden 1920 Die Geier der Goldgruben, Der Liebesrausch, Vorsicht! Hochspannung! Lebensgefahr!, Die Rache des Mexikaners. Im nächsten Jahr folgten Die Flammenfahrt des Pacific-Express, Der gelbe Würger und Texas Freds Brautfahrt.
Richter war offenbar als Mitglied des Freikorps Epp an der Niederwerfung der Münchner Räterepublik beteiligt.
Auf einer Amerikareise arbeitete Richter in den Studios von William Fox, in den Rothacker Film-Laboratorien und bei Famous Players Lasky. Die Arriflex 35, eine leichte, handliche, elektrisch betriebene Spiegelreflexkamera für Normalfilm erschien im Jahre 1937 auf der Leipziger Messe. Im Zweiten Weltkrieg diente Richter bei der Luftwaffe als Unteroffizier und Flugzeugführer. Er war zum 1. Mai 1933 der NSDAP beigetreten (Mitgliedsnummer 2.947.239).
Richter nahm nach dem Krieg die Verbindung zu den amerikanischen Filmfreunden wieder auf. Fox’ Tönende Wochenschau wurde in München kopiert. Das U.S. Army Signal Corps bestellte Arriflex Kameras. Das Spiegelreflexsystem wurde für die Schmalfilmkamera genutzt. Arriflex 16 ging in Serie. Im Business Screen Magazine wurde die Arriflex 16 aufgrund ihrer technischen Neuheiten, ihrer Vielseitigkeit, ihrer Robustheit und ihrer Zuverlässigkeit als der Inbegriff einer professionellen 16-mm-Kamera vorgestellt.
Robert Richter starb 1972 in München im Alter von 73 Jahren.

## Grabstätte
Die Grabstätte von Robert Richter befindet sich auf dem Münchner Waldfriedhof  (Grabnr. 164-W-10).

## Ehrungen
- Am 10. April 1967 nahm Robert Richter einen Oscar in der Sparte Scientific & Engineering Award für die Konstruktion der Arriflex entgegen.
- 1968: Großes Verdienstkreuz der Bundesrepublik Deutschland

## Filmografie (Auswahl)
- 1920: Die Rache des Mexikaners
- 1920: Die Geier der Goldgruben